# روز ماسي
روز ماسي (بالإنجليزية: Rose Massey)‏ هي ممثلة أمريكية، ولدت في 1851، وتوفيت في 23 يوليو 1883 بسبب سل.

## وصلات خارجية
- روز ماسي على موقع قاعدة بيانات برودواي على الإنترنت (الإنجليزية)